# Alec Rasizade

Alec Rasizade im Jahre 2022

Alec Rasizade (aserbaidschanisch Əli Şamil oğlu Rasizadə; * 21. Mai 1947 in Naxçıvan) ist ein aserbaidschanisch-amerikanischer Professor für Zeitgeschichte und Politikwissenschaft, der sich auf Sowjetologie spezialisiert hat.
Vor allem bekannt ist er für das typologische Modell (oder „Algorithmus“ in seinen eigenen Worten), das die Auswirkungen eines Rückgangs der Öleinnahmen auf den Prozess des Niedergangs der Rentierstaaten nach Phasen und Zyklen ihres allgemeinen sozioökonomischen Niedergangs nach dem Ende eines Ölbooms beschreibt. Zudem verfasste er mehr als 200 Studien zur Geschichte der internationalen Beziehungen, der Perestroika-Reform und des Zerfalls der Sowjetunion, der Öldiplomatie und der zeitgenössischen Politik in den postsowjetischen Staaten und Autonomien Russlands, Zentralasiens und des Kaukasus.

## Wissenschaftliche Aktivitäten
Alek Rasizade absolvierte 1969 die Geschichtsabteilung der Staatlichen Universität Baku. Dann promovierte er 1974 an der Moskauer Staatlichen Universität in Geschichte mit einer Dissertation über die Truman-Doktrin, und anschließend nochmals zum Doktor-Studium der Geschichte an der Akademie der Wissenschaften der UdSSR im Jahr 1990 mit einer Dissertation über die Türkei im NATO-System. Anschließend war er von 1974 bis 1980 als Professor für Geschichte an der Staatlichen Universität Baku und von 1981 bis 1990 als leitender Wissenschaftler an der Nationalen Akademie der Wissenschaften Aserbaidschans tätig.
Nach dem Zusammenbruch der UdSSR im Jahr 1991 emigrierte Rasizade als Gastprofessor für Geschichte an die University of South Florida in Tampa in die USA. Darüber hinaus lehrte er als Fulbright-Programm-Professor in den 1990er Jahren sowjetische Geschichte an der Stanford University, der University of California, der Harvard University, der Paul H. Nitze School of Advanced International Studies (SAIS) und anderen Universitäten. Nachdem er 1995 an der Columbia University in Geschichte promoviert hatte, arbeitete er am Harriman Institute der gleichen Universität. Im Jahr 2000 wurde Rasizade nach Washington, D.C. eingeladen, um am Center for Strategic and International Studies zu arbeiten, woraufhin er 2004 an das neu gegründete Historical Research Center der National Academy of Sciences wechselte, wo er bis zu dessen Schließung 2013 seine bedeutendsten Werke schrieb.
Er nimmt gelegentlich als Experte für postsowjetische Angelegenheiten an akademischen, pädagogischen, sozialen, analytischen und gesetzgeberischen Veranstaltungen, Diskussionen, Panels, Peer Reviews, Interviews, Sendungen und Anhörungen teil. Er ist auch beratendes oder redaktionelles Beiratsmitglied in einer Reihe der weltweit führenden akademischen Zeitschriften auf seinem Gebiet der Regionalstudien und emeritierter Honorarprofessor der Staatlichen Universität Baku.

## Bedeutende Studien
Der akademische Beitrag von Alec Rasizade zur Sowjetologie kann in vier allgemeine Kategorien unterteilt werden: Kaspischer Ölboom, Russland, Aserbaidschan und Zentralasien. Seine Ideen und Schlussfolgerungen für jede dieser großen Studien sind in den folgenden Thesen zusammengefasst:
1) Mit Insiderwissen über die kaspischen Ölreserven berechnete und prognostizierte Rasizade in seinen Schriften das genaue Ende des zweiten Baku-Ölbooms von 2005 bis 2014, ungeachtet der geopolitischen Euphorie der 1990er Jahre in den westlichen Hauptstädten auf der Grundlage übertriebener Schätzungen der amerikanischen Wissenschaft, der aserbaidschanischen Regierung und des kaspischen Ölkonsortiums.
2) Zu Russland schrieb er, Putins Bonapartismus sei eine natürliche Folge der Unruhen der 1990er Jahre, als sich die Gesellschaft als Ganzes und die Neureichen im Besonderen nach einem starken Mann sehnten, der Ordnung, Stabilität und Legitimität auch für den illegal erworbenen Reichtum herstellte, auf Kosten der Einschränkung von Bürgerrechten. Darüber hinaus argumentiert Rasizade, dass der Untergang der UdSSR nur die erste Stufe im Prozess der eigenen Auflösung der Russischen Föderation war oder, wie er es unverblümt ausdrückt, Russland wie alle multinationalen Imperien in der Geschichte zum Zerfall verurteilt sei.
3) Aserbaidschan ist seiner Ansicht nach ein klassischer Nahost-Petrostaat, der mit dem Ende des Ölbooms schließlich seinen legitimen Platz unter den verarmten muslimischen Nationen einnehmen wird, was durch seine Kultur, endemische Korruption und fehlende industrielle Ausstattung vorbestimmt ist. Er behauptet, dass der Ölboom nur eine Abweichung auf Aserbaidschans natürlichem Weg vom Kommunismus in die Dritte Welt war.
4) Was Zentralasien anbelangt, ist sein Hauptargument die Vergeblichkeit der US-amerikanischen Bemühungen, dort die demokratischen Werte der europäischen Zivilisation durchzusetzen, da die Demokratie in muslimischen Ländern unweigerlich zur Wahl und Verankerung des Islamfaschismus führe. Anstelle einer direkten westlichen Intervention in der Region empfiehlt er die Unterstützung der lokalen Despoten, die mit brutal wirksamen Methoden des gleichen Islam den Frieden in der Region und die Ordnung in ihren Ländern aufrechterhalten können.

## Rasizades Algorithmus
Die herausragendste Arbeit von Alec Rasizade, die internationale Anerkennung fand, war der gleichnamige Algorithmus der Niedergangstheorie, der in seinem Artikel von 2008 auf dem Höhepunkt der Ölpreise beschrieben wurde, als nichts ihren steilen Fall und den darauffolgenden Ausbruch der Weltfinanzkrise 2007–2008 vorhersagte, mit irreversiblen Folgen für ölexportierende Nationen. Zuvor wurde die Wirkung steigender Ölpreise, die als Folge des Ölbooms die nationalen Währungen stärkten und die Wirtschaft der Rentierstaaten beeinflussten, nur durch die 1977 erstmals eingeführte Theorie der „Holländischen Krankheit“ beschrieben. Jedoch konnte diese Theorie den weiteren Verlauf nach einem Ölpreisverfall auf dem Weltmarkt nicht vorhersagen: Was wäre aus den ölabhängigen Ländern nach dem Ende ihres Ölbooms geworden? Und genau das geschah 2008, als der Ölpreis von 147 Dollar pro Barrel Mitte des Jahres auf 32 Dollar zum Jahresende einbrach, also um 75 Prozent. Genau in diesem Moment erschien der oben erwähnte Artikel, in dem Rasizade die Kettenreaktion einer unvermeidlichen Abfolge von Ereignissen im Prozess der Verarmung, Degradierung und des Niedergangs des Lebensstandards von Nationen erläuterte, deren Wohlergehen vom Export natürlicher Ressourcen abhängt, wenn eine Veränderung unweigerlich eine andere nach sich zieht. Das Erscheinen des Artikels war so aktuell, dass der beschriebene, sich in Echtzeit entfaltende Algorithmus unter dem Namen seines Autors als typologisches Modell in die wissenschaftliche Literatur aufgenommen wurde.
Rasizades Algorithmus kann kurz und bündig als folgende Kettenreaktion (Dominoeffekt) beschrieben werden: Ein Rückgang der Ölförderung oder ein Rückgang des Ölpreises führt zu einem gleichzeitigen Rückgang des Zuflusses von Petrodollars, was zum Zusammenbruch der Einnahmen und Ausgaben des Finanzministeriums führt. Die Folge ist eine Abwertung der lokalen Währung, die (in einem freien Markt) zu einem Preisverfall von Waren, Dienstleistungen und Immobilien in Dollar führt, was die Steuerbasis drückt, wodurch der Abbau staatlicher Bürokratie, landesweite Entlassungen und Insolvenzen im privaten Bereich resultieren. Dieses schmälert die Steuerbasis weiter, was zu Kürzungen von Löhnen und Sozialleistungen führt, und bewirkt eine Verarmung der Bevölkerung, was eine wachsende Unzufriedenheit der Machtelite auslöst, was einen Regimewechsel mit Umverteilung von Reichtum und Eigentum hervorrufen kann. Dann wiederholt sich der ganze Zyklus auf einem niedrigeren Niveau der Einnahmen und des Lebensstandards bis zum endgültigen Absturz dieses Landes in seinen historisch legitimen und wirtschaftlich stabilen Platz unter den Nationen der Dritten Welt. Dies ist die letzte Stufe des Algorithmus, nach der eine industrielle Entwicklung in einem bestimmten Zustand beginnen kann (oder auch nicht, wie die Erfahrung rückständiger Länder zeigt) – eine solche Vorhersage eignet sich weder für politische noch für wirtschaftliche Berechnungen und hängt von der Mentalität ab und Traditionen jeder einzelnen Nation. Daher können diese Nationen, nachdem sie sich an neue Lebensstandards angepasst haben, auf unbestimmte Zeit im Zustand der Entropie existieren.

## Werke (Auswahl)
- Putin’s mission in the Russian Thermidor. = Welt Trends: Zeitschrift für internationale Politik (Potsdam), May–June 2008, number 60, pages 53–60.
- Na Afghanistan het nieuwe Grote Spel in Centraal-Azië (translated into Dutch by G.J.Telkamp). = Internationale Spectator (The Hague: Netherlands Institute of International Relations), October 2002, volume 56, number 10, pages 494–500.
- Dictators, Islamists, big powers and ordinary people: the new ‘great game’ in Central Asia. = Internationale Politik und Gesellschaft (Bonn: F.Ebert Stiftung), July 2002, number 3, pages 90–106.
- A propos of the Georgian war: reflections on Russia's revanchism in its near abroad. = Journal of Balkan and Near Eastern Studies (London: Taylor & Francis), March 2009, volume 11, number 1, pages 9–27.
- Azerbaijan descending into the Third World after a decade of independence. = Comparative Studies of South Asia, Africa and the Middle East (Duke University Press), 2002 double issue, volume 22, numbers 1–2, pages 127–139.
- Putin’s place in Russian history. = International Politics (London: Palgrave-Macmillan), September 2008, volume 45, number 5, pages 531-553.
- Entering the old ‘great game’ in Central Asia. = Orbis (Philadelphia: Pergamon Press for Foreign Policy Research Institute), Winter 2003, volume 47, number 1, pages 41–58.
- Putin’s mission in the Russian Thermidor. = Communist and Post-Communist Studies (Amsterdam: Elsevier publishers for the University of California), March 2008, volume 41, number 1, pages 1–25.
- L'imbroglio du Karabakh: une perspective azérie (translated into French by B.Eisenbaum). = Les Cahiers de l'Orient (Paris), Hiver 2011, numéro 101, pages 83–95.
- Azerbaijan after a decade of independence: less oil, more graft and poverty. = Central Asian Survey (London: Taylor & Francis), December 2002, volume 21, number 4, pages 349–370.
- The mythology of munificent Caspian bonanza and its concomitant pipeline geopolitics. = Central Asian Survey (London: Taylor & Francis), March 2002, volume 21, number 1, pages 37–54.
- Azerbaijan in transition to the new age of democracy. = Communist and Post-Communist Studies (Los Angeles), September 2003, volume 36, number 3, pages 345–372.
- Azerbaijan's prospects in Nagorno-Karabakh. = Journal of Balkan and Near Eastern Studies (London: Taylor & Francis), June 2011, volume 13, number 2, pages 215-231.
- Azerbaijan after Heydar Aliev. = Nationalities Papers (London: Taylor & Francis), March 2004, volume 32, number 1, pages 137-164.
- Azerbaijan's prospects in Nagorno-Karabakh with the end of oil boom. = Iran and the Caucasus (Leiden: Brill), 2011 double issue, volume 15, numbers 1-2, pages 299-317.
- The great game of Caspian energy: ambitions and the reality. = Journal of Southern Europe and the Balkans (London: Taylor & Francis), April 2005, volume 7, number 1, pages 1–17.
- Azerbaijan's prospects in Nagorno-Karabakh. = Mediterranean Quarterly (Duke University Press), Summer 2011, volume 22, number 3, pages 72-94.
- Mythology of the munificent Caspian bonanza and its concomitant pipeline geopolitics. = Comparative Studies of South Asia, Africa and the Middle East (Duke University Press), 2000 double issue, volume 20, numbers 1-2, pages 138–152.
- Türkiye açısından Truman Doktrini ve Stalin diplomasisinin hataları (translated into Turkish by M.Ahmedov). = Belleten (Ankara: Türk Tarih Kurumu), April 1991, volume 55, number 212, pages 239-255.
- The new ‘great game’ in Central Asia after Afghanistan. = Alternatives: Turkish Journal of International Relations (Istanbul), Summer 2002, volume 1, number 2, pages 125–134.
- Book review: Let Our Fame be Great, by Oliver Bullough (London: Penguin Books, 2011, 512 pages). = Debatte: Journal of Contemporary Central and Eastern Europe (London: Taylor & Francis), December 2011, volume 19, issue 3, pages 689-692.

## Weblinks

Eines seiner Bücher (London 2004)